# Бил Де Блазио
Бил Де Блазио (Bill de Blasio) е американски политик, 109-и и настоящ кмет на град Ню Йорк. От 2010 до 2013 година е обществен адвокат на Ню Йорк, позиция близка до тази на омбудсмана и свързваща електората с градското управление. Тя е и първа по реда на унаследяване на позицията кмет. Преди това е член на Съвета на Ню Йорк, представлявайки интересите на 39-и район в Бруклин (Бъроу Парк, Керъл Гардънс, Кобъл Хил, Гъуанъс, Кенсингтън, Парк Слоуп и Уиндзор Теръс). Номиниран е от Демократическата партия за кмет на Ню Йорк в изборите от 2013 г. На 5 ноември 2013 година печели кметските избори с категорична победа, получавайки над 73% от гласовете. Той е първият кмет на Ню Йорк от Демократическата партия след 1993 година.

## Биография

### Произход
Де Блазио е роден под името Уорън Уилхелм – младши в Манхатън, Ню Йорк. Син е на Мария (Де Блазио) и Уорън Уилхелм. Баща му има немско потекло, а неговите баба и дядо по майчина линия, Джовани и Ана, са имигранти от италианския град Сантагата де Готи, провинция Беневенто. Израства в Кеймбридж, Масачузетс. Майката на Де Блазио завършва Смитс Колидж през 1938 г., а баща му завършва с членство в общността Фи Бета Капа от университета Йейл. Майка му е на 44 години, когато той се ражда, и той има двама по-възрастни братя – Стивън и Доналд. Макар че е покръстен в католическата вяра, той няма религиозни убеждения. Говори италиански език.